# Santuario di San Giovanni Piamarta
Il santuario di San Giovanni Piamarta è una chiesa neogotica, un tempo intitolata a San Filippo Neri, ora a San Giovanni Piamarta, suo fondatore. La chiesa ha sede all'interno dell'Istituto Artigianelli a Brescia.

## Storia
La chiesa fu costruita nel 1907 su progetto dell'architetto Luigi Arcioni a croce latina e a tre navate. A destra e a sinistra ci sono due piccoli ambienti: a sinistra si ha accesso all'organo, a destra l'ambiente è adibito a confessionale. La navata centrale è diretta da nord a sud.

## Interno

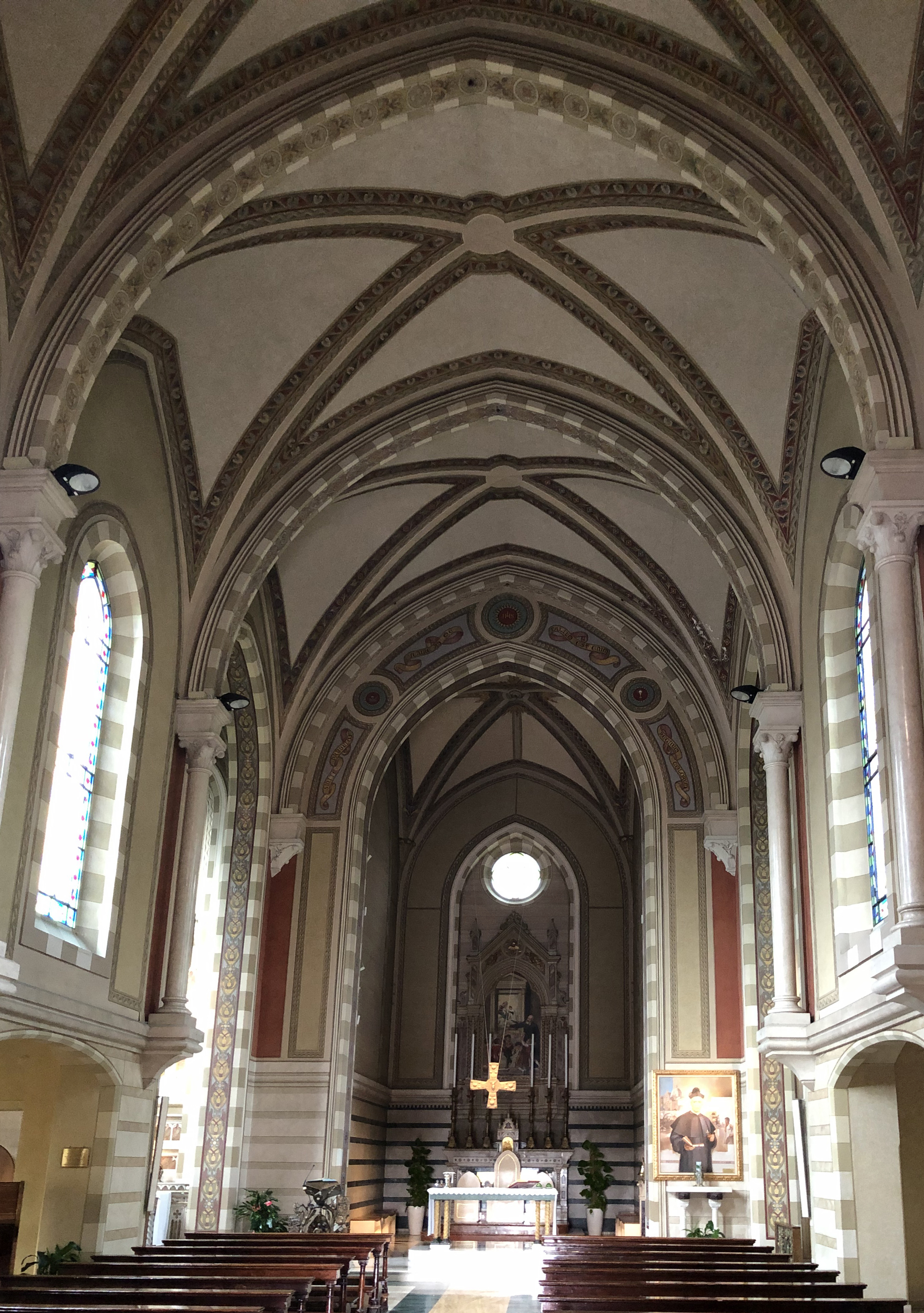
La navata principale.
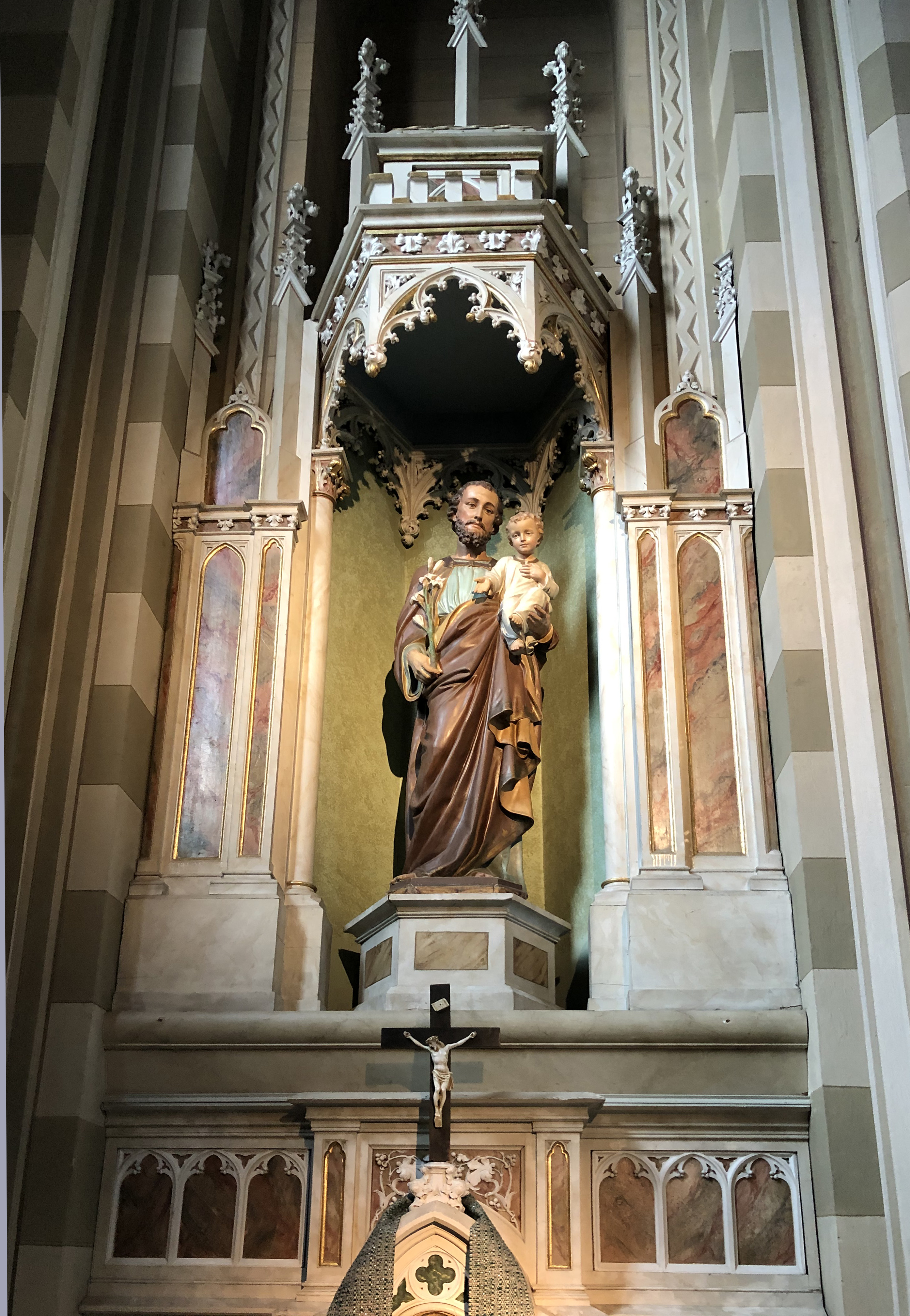
L'altare di San Giuseppe.
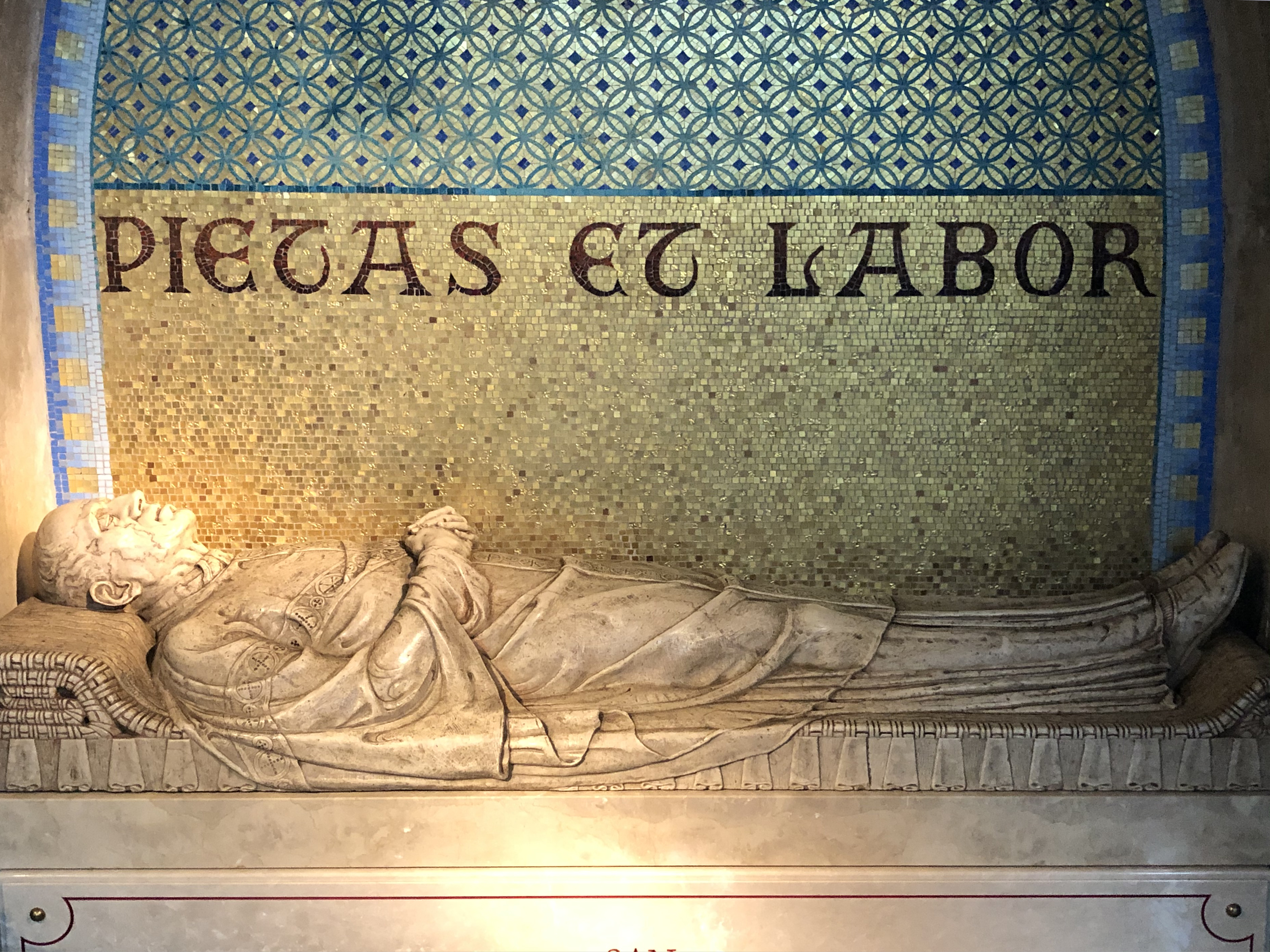
Statua sepolcrale.
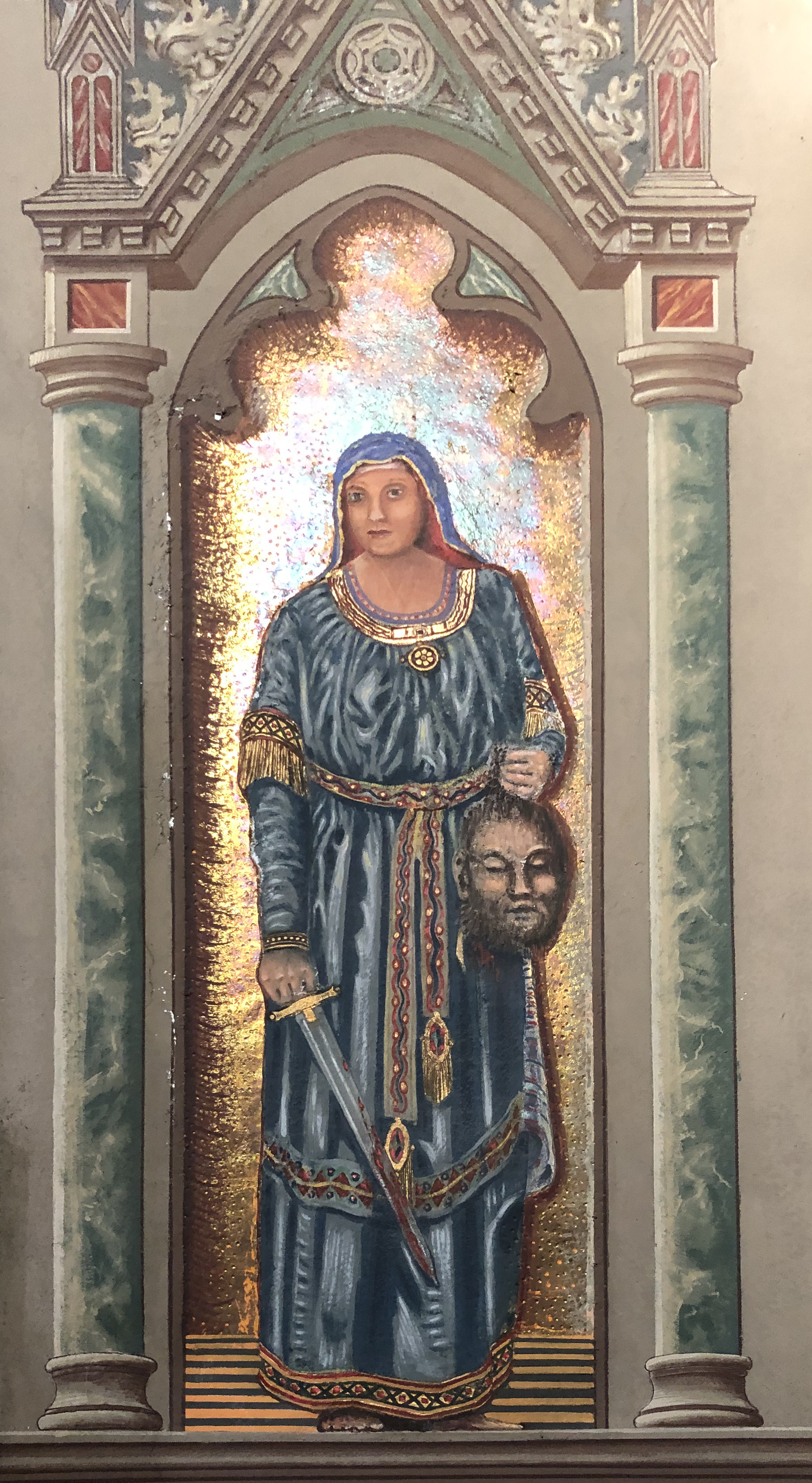
Affresco di Giuditta e Oloferne.

Il transetto, a croce latina, ha due altari che fronteggiano le due navate laterali: a sinistra l'altare di S. Giuseppe, a destra l'altare con lala Madonna di Lourdes in grotta. Nel transetto a destra è stata eretta 13 anni dopo la sua morte la tomba di padre Piamarta opera dello scultore bresciano Angelo Righetti.